# خايرول حلمي جوهاري
خايرول حلمي جوهاري (بالملايوية: Khairul Helmi Johari)‏ هو لاعب كرة قدم ماليزي في مركز الدفاع، ولد في 31 مارس 1988 في سونغاي بيتاني ‏ في ماليزيا. شارك مع منتخب ماليزيا تحت 23 سنة لكرة القدم ومنتخب ماليزيا لكرة القدم. أما مع النوادي، فقد لعب مع نادي صباح ونادي كيدا دارول أمان.

## وصلات خارجية
- خايرول حلمي جوهاري على موقع قاعدة بيانات كرة القدم.إي يو (الإنجليزية)
- خايرول حلمي جوهاري على موقع ناشيونال فوتبول تيمز (الإنجليزية)
- خايرول حلمي جوهاري على موقع Soccerway.com (الإنجليزية)